# Cymbocarpum
Cymbocarpum är ett släkte i familjen flockblommiga växter.

## Arter
Släktet har fem accepterade arter:
- Cymbocarpum alinihatii Menemen & Çıngay
- Cymbocarpum amanum Rech.f.
- Cymbocarpum anethoides DC. ex C.A.Mey.
- Cymbocarpum erythraeum (DC.) Boiss.
- Cymbocarpum wiedemannii Boiss.